# Societat Tipogràfica de Barcelona
Societat Tipogràfica de Barcelona fou una organització obrera fundada el 15 d'agost de 1879 a Barcelona i que pretenia organitzar sindicalment els obrers tipògrafs, a més de complir amb fins assistencials.
A finals de 1879 tenia 136 afiliats, i 520 el febrer de 1882 sobre un total de 800 obrers del ram. El 1882 patí una escissió de tendència anarquista que fundà La Solidaria. Després participà en la fundació de la Federació Tipogràfica Espanyola, dirigida per socialistes. El primer president fou Tomàs Gallego. Altres dirigents foren Josep Llunas i Pujals (que fou dels escindits), Toribio Reoyo i Manuel Fernández, que seria el primer president de la Federació Tipogràfica. Aquesta federació participà en la fundació de la UGT a Barcelona el 1888, i fou la delegació que hi aportà més afiliats.
La Societat va publicar el Butlletí Oficial de la Societat Tipogràfica de Barcelona, entre el febrer del 1880 i el novembre del 1882.